# NGC 4668
NGC 4668 este o galaxie spirală situată în constelația Fecioara. A fost descoperită în 11 aprilie 1787 de către William Herschel. Se află la o distanță de 16,83 megaparseci de Pământ.